# Medalha por Tecnologias Ambientais e de Segurança IEEE
A Medalha por Tecnologias Ambientais e de Segurança IEEE (em inglês:  Medal for Environmental and Safety Technologies) foi estabelecida pelo Conselho de Administração do Instituto de Engenheiros Eletricistas e Eletrônicos (IEEE) em 2008. É atribuída por realizações de destaque na aplicação de tecnologia nas áreas de interesse do IEEE que melhoram o ambiente e/ou segurança pública. A medalha é patrocinado pela Toyota Corporation.
A medalha pode ser atribuída a uma pessoa ou grupo de até três indivíduos.
Os recipientes recebem uma medalha de ouro, uma replica de bronze, um certificado e um honorário.

## Recipientes
- 2010: John Larry Chalfan, Viccy Salazar e Wayne F. Rifer
- 2011: Shoichi Sasaki
- 2012: John Bannister Goodenough, Rachid Yazami e Akira Yoshino
- 2013: Tsuneo Takahashi
- 2014: Não houve premiação
- 2015: Rodolfo Schoenburg, Marica Paurevic e Hans Weisbarth
- 2016: Masahiko Miyaki, Yukihiro Shinohara e Katsuhiko Takeuchi[2]

## References
1. ↑  IEEE Medal for Environmental and Safety Technologies page at IEEE
2. ↑  «2016 IEEE Medals and Recognitions Recipients and Citations» (PDF). IEEE. Consultado em 3 de dezembro de 2016. Arquivado do original (PDF) em 9 de maio de 2016